# Pasquale Paoli
(Pasquale Paoli a Napoli nel 1750)
Filippo Antonio Pasquale de' Paoli (Stretta di Morosaglia, 6 aprile 1725 – Londra, 5 febbraio 1807) è stato un politico, patriota e militare italiano, considerato dal movimento nazionalista della Corsica come "il Padre della Patria" (in corso "U Babbu di a Patria").

## Biografia

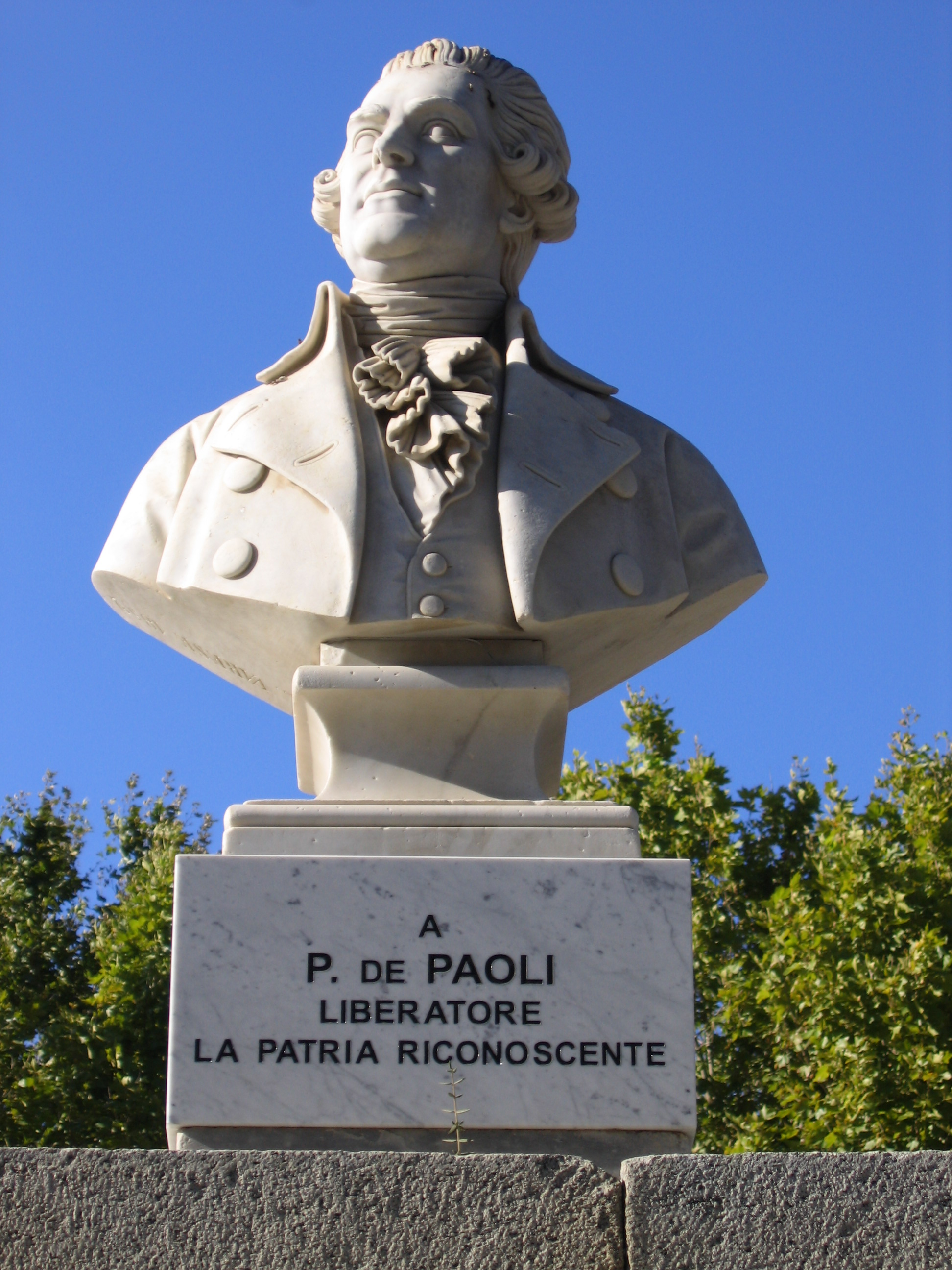
Busto di Paoli all'Isola Rossa.

Paoli nacque a Stretta di Morosaglia, figlio minore di Dionisia Valentini e di Giacinto Paoli, che aveva guidato i ribelli corsi nella lotta contro il dominio di Genova. Pasquale seguì suo padre in esilio nel 1738, combattendo con onore nell'esercito del Regno di Napoli. A Napoli compì alcuni dei suoi studi e seguì le lezioni di Antonio Genovesi. Al suo ritorno in Corsica, il 29 aprile 1755, divenne comandante in capo delle forze ribelli (Generale della Nazione Corsa). Nello stesso anno, a novembre, fu proclamata l'indipendenza della Corsica, che si dotò di costituzione, amministrazione, sistema giudiziario ed esercito. Dopo una serie di attacchi riusciti, cacciò i genovesi da tutta l'isola, escluse alcune città costiere. Quindi si dedicò a riorganizzare il governo, introducendo varie riforme. Fondò un'università a Corte, dove si insegnava in lingua italiana. Nel 1767 strappò anche l'isola di Capraia al controllo di Genova che, in crisi, fu costretta a cedere i diritti sulla Corsica alla Francia, la quale invase in forze l'isola con il proposito di farne un possedimento personale di Luigi XV.

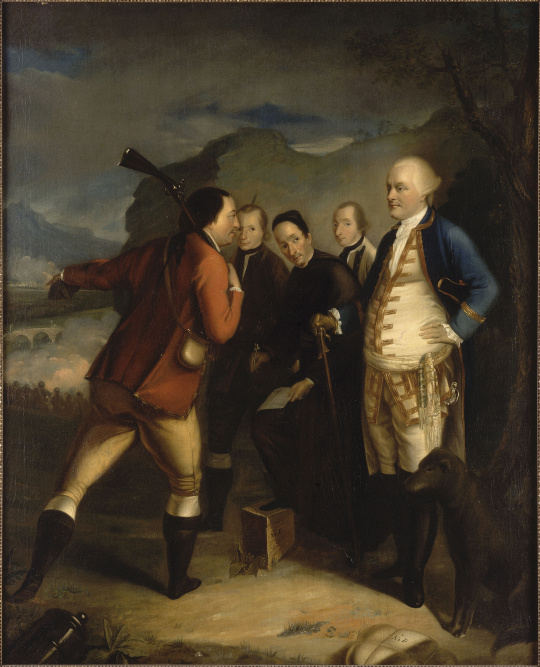
Pasquale Paoli alla Battaglia di Ponte Nuovo di Henry Banbridge, 1769, Museo Pasquale Paoli, Morosaglia.

Per due anni Paoli, le cui idee si guadagnarono l'approvazione di filosofi come Voltaire, Raynal e Mably, lottò contro i nuovi invasori, finché nel 1769 venne sconfitto dalle più numerose forze del conte de Vaux, e costretto a rifugiarsi in Gran Bretagna, dove il 15 giugno 1778 fu iniziato in Massoneria nella Loggia "Le Nove Muse N° 325" a Londra, giungendo fino al 33º grado. Nel 1789 si recò a Parigi con il permesso dell'Assemblea Costituente, e fu rimandato in Corsica con il grado di generale.
Dopo un esilio di vent'anni, prese parte alla Rivoluzione francese. Richiamato nel 1790 nella sua patria, il suo viaggio da Parigi alla Corsica fu una vera marcia trionfale: accolto favorevolmente in particolare da Lafayette, egli venne ricevuto il 22 aprile 1790 dall'Assemblea nazionale e in quell'occasione fu ammesso al Club dei Giacobini, allora presieduto da Robespierre. Re Luigi XVI lo nominò governatore dell'isola. Ritornò in Corsica il 14 giugno 1790 sbarcando a Macinaggio, dove fu accolto trionfalmente dal popolo. L'11 settembre 1792 fu promosso al rango di tenente generale.
Nel 1793, dopo aver partecipato alla fallita invasione della Sardegna, disgustato dagli eccessi del Regime del Terrore e accusato di tradimento dalla Convenzione, dopo l'occupazione inglese dell'isola convocò un'assemblea presso Corte con lui stesso come presidente separando formalmente la Corsica dalla Francia. Quindi offrì la sovranità dell'isola al governo britannico ma, non ricevendo sostegno da questo e non ottenendo il titolo di viceré, fu costretto ad andare nuovamente in esilio, e la Corsica, riconquistata dal Direttorio, divenne un dipartimento francese. Nel 1796 si ritirò a Londra, dove morì undici anni più tardi nel 1807. Venne sepolto nella chiesa anglocattolica di St Pancras Old Church nel borgo londinese di Camden e nel 1889 i suoi resti mortali tornarono nel suo paese natale.

## Testamento di Pasquale Paoli
... In caso poi che questa scuola in Corte non potesse aver luogo, fermo nel proposito di contribuire all'istruzione de' miei nazionali, lascio ducento cinquante lire sterline annue per il mantenimento di cinque alunni in alcuna delle migliori università del continente italiano. Due dovranno essere scelti nel dipartimento del Golo, due in quello del Liamone..., il quinto sarà della pieve di Rostino.»
(Testamento di Pasquale Paoli, 23 novembre 1804)

## Nella cultura popolare e di massa

### Negli Stati Uniti
L'associazione americana Sons of Liberty fu ispirata da Paoli per la sua lotta contro il dispotismo. Nel 1768, l'editore del New York Journal descrisse Paoli come "un grande uomo sulla Terra".
Diversi toponimi statunitensi lo commemorano:
- Paoli, Pennsylvania, in origine punto d'incontro dei Sons of Liberty, chiamata inizialmente General Paoli's Tavern in omaggio al "Generale dei Corsi". Qui avvenne la battaglia di Paoli Tavern in cui, con un attacco notturno, le forze del generale inglese Charles Grey sbaragliarono le truppe coloniali;
- Paoli, Indiana;
- Paoli, Oklahoma;
- Paoli, Colorado;
- Paoli (Wisconsin), comunità non incorporata.

### In letteratura
A Pasquale Paoli si fa riferimento nell'Ode seconda, nell'opera Rime varie di Vittorio Alfieri del 1776.
A servitude or voglia?

Re, che di ceppi apportator pur dianzi

Là dove il Côrso impavido s’inscoglia

Tanti a Stige mandarne

Fu visto; ed ora i lor dolenti avanzi

Vuol servi tener, anzi

Che a virtute lasciarli ed a bell’opre?

Suo dispotico brando, ancor grondante

Di quel sangue anelante

Vendetta, or fia per noi francar si adopre?

Certo, s’egli è, ricopre

Voglie or forse non schiette

Di generoso indi non regio ammanto.

Deh! non fia che da lui troppo si aspette,

Sí che ritorni il riso stolto in pianto.»
Nel capitolo 22 del romanzo Il conte di Montecristo, l'autore, Alexandre Dumas padre nomina Pasquale Paoli: «Lasciò alla sua destra la Gorgona, alla sinistra Pianosa e avanzò verso la patria di Pasquale Paoli e di Napoleone.»